# Шарфбиллиг
Шарфбиллиг (нем. Scharfbillig) — община в Германии, в земле Рейнланд-Пфальц. 
Входит в состав района Айфель-Битбург-Прюм. Подчиняется управлению Битбург-Ланд.  Население составляет 72 человека (на 31 декабря 2010 года). Занимает площадь 4,82 км².